# Agatho (Papst)

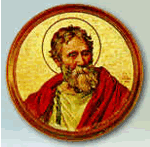
Agatho (Darstellung in der Basilika Sankt Paul vor den Mauern)

Agatho (auch Agathon, † 10. Januar 681 in Rom) war Papst von 678 bis 681.

## Leben

### Herkunft und kirchliche Laufbahn
Er kam aus Sizilien und wurde Mönch. Der Legende nach trug er drei Jahre lang einen Stein im Mund, um schweigen zu lernen.

### Pontifikat
Am 27. Juni 678 wurde er der Nachfolger des Donus und setzte dessen Politik fort. So schaffte es Agatho, die Stadt Ravenna, die seit 666 unabhängig war, wieder unter die Hoheit der Päpste zu bringen. Wichtigstes Ereignis seines Pontifikats war die Beendigung des Monotheletismus-Streits.

## Monotheletismus-Streit
Kaiser Konstantin IV. hatte Papst Donus im August 678 eingeladen, drei eigene Vertreter und zwölf Bischöfe nach Konstantinopel zu entsenden, um den Streit zwischen den Monotheleten, an der Spitze die Patriarchen von Konstantinopel und Antiochia, und der römischen Richtung beizulegen, wobei er sich als neutral bezeichnete. Als das Schreiben verschickt wurde, war der Adressat bereits gestorben. Donus' Nachfolger Agatho berief stattdessen eine Synode des ganzen Westens ein, zu der am 25. März 680 125 Bischöfe nach Rom anreisten. Darin bekannte sich die Westkirche zum Dyotheletismus, der Lehre vom zweifachen Willen Jesu. Eine des Griechischen mächtige Abordnung dreier Bischöfe, zweier Priester und eines Diakons sollte das Ergebnis dem Kaiser mitteilen.
Konstantin IV., bis dahin zum Monotheletismus neigend, wechselte 678 wider Erwarten seine Einstellung und zeigte sich zur Verurteilung des Monotheletismus bereit, was auch daran lag, dass die Teile des Reiches, in denen diese Glaubensrichtung am stärksten verbreitet war (Ägypten, Palästina und Syrien), von den Arabern erobert worden waren. So wurde 679 der monotheletische Patriarch Theodor von Byzanz durch den romfreundlichen Georgios (679–686) abgelöst. Konstantin erklärte dogmatische Diskussionen für überflüssig. Am 10. September 680 erließ er den Befehl zu einer allgemeinen Synode, die am 7. November unter seinem Vorsitz im kaiserlichen Palast von Konstantinopel eröffnet wurde und mit Unterbrechungen bis zum 16. September 681 dauerte. Der monotheletisch gesinnte Patriarch von Antiochia, Makarios, verteidigte (mit einigen Parteigängern) dabei seine Position mit unauffindbaren Referenzen in Schriften zweier Heiliger, gefälschten Passagen aus dem Zweiten Konzil von Konstantinopel und als verstümmelt betrachteten Zeugnissen patristischer Herkunft, verweigerte die Anerkennung des Dyotheletismus, wurde im März 681 abgesetzt und zuletzt in ein Kloster verbannt.
Am 16. September beschloss das Konzil einstimmig die Verdammung des Monotheletismus als Häresie, was Agatho nicht mehr erlebte. Damit fiel zum ersten Mal auch ein Papst, der zu dieser Zeit vor 43 Jahren verstorbene Honorius, der sich (späteren Behauptungen zufolge nicht ex cathedra) zum Monotheletismus bekannt hatte, dem Anathema anheim.
Die römisch-katholische Kirche gedenkt des Papstes Agatho am 10. Januar, die orthodoxe Kirche am 20. Februar.
Papst Agatho ist nicht zu verwechseln mit dem koptischen Papst Agatho von Alexandria (654 bis 673).